# 麥迪遜 (馬里蘭州)
麥迪遜（英語：Madison）是位於美國馬里蘭州多徹斯特縣的一個普查規定居民點。

## 人口
根據2020年美國人口普查的數據，麥迪遜的面積為8.40平方千米，當中陸地面積為8.29平方千米，而水域面積為0.01平方千米。當地共有人口205人，而人口密度為每平方千米24.4人。